# Huitzilinguito
Huitzilinguito är en ort i Mexiko.   Den ligger i kommunen San Felipe Orizatlán och delstaten Hidalgo, i den sydöstra delen av landet, 200 km norr om huvudstaden Mexico City. Huitzilinguito ligger 217 meter över havet och antalet invånare är 124.
Terrängen runt Huitzilinguito är varierad, och sluttar norrut. Runt Huitzilinguito är det ganska tätbefolkat, med 86 invånare per kvadratkilometer. Närmaste större samhälle är Huejutla de Reyes, 15,5 km öster om Huitzilinguito. I omgivningarna runt Huitzilinguito växer i huvudsak städsegrön lövskog.